# Homodiaetus graciosa
Homodiaetus graciosa es una especie de peces de la familia Trichomycteridae en el orden de los Siluriformes.

## Morfología
• Los machos pueden llegar alcanzar los 3,5 cm de longitud total.

## Hábitat
Es un pez de agua dulce y de clima tropical.

## Distribución geográfica
Se encuentran en Sudamérica:  cuencas fluviales costeras del sureste del Brasil (Paraná y  São Paulo)